# 3 from Hell
3 from Hell is een Amerikaanse thriller-horrorfilm uit 2019 geschreven en geregisseerd door Rob Zombie. Het is het derde deel in zijn filmreeks rondom de voor hun plezier moordende leden van de familie Firefly, na House of 1000 Corpses (2003) en The Devil's Rejects (2005). 

## Verhaal

### Proloog
Baby Firefly, Otis B. Driftwood en Captain Spaulding overleven tegen alle verwachtingen in de confrontatie waarin ze door de politie doorzeefd werden met kogels. In aanloop naar hun berechting groeien ze uit tot een mediahype. Aanzienlijke groeperingen binnen televisiekijkend Amerika dichten de drie een heldenrol toe als verzetsstrijders tegen het systeem en plaatsen ze op een voetstuk. Ook nadat ze alle drie worden veroordeeld tot levenslang, blijven sensatiejournalisten ze een podium geven. De voltrekking van de doodstraf van Spaulding resulteert in grote krantenkoppen.

### Tien jaar later
Baby en Otis zitten inmiddels tien jaar vast. Wanneer Otis op een dag buiten aan het werk is, komt zijn halfbroer Winslow Foxworth 'Foxy' Coltrane hem bevrijden. Voor ze ervandoor gaan, schiet Otis medegevangene Rondo dood. Hij was een van de premiejagers die de politie bijstonden in het oppakken van de Firefly's.
Otis en Foxy gijzelen de familie en vrienden van gevangenisdirecteur Virgil Harper. Ze dreigen iedereen te vermoorden, tenzij hij Baby de gevangenis uit smokkelt. Hij voldoet aan hun eis, maar daarna doden de drie alsnog alle betrokkenen. Daarna vluchten ze samen naar Mexico. Sjacheraar Carlos Perro voorziet ze hier van een woning en vermaak. De plaatselijke bevolking viert op dat moment Día de Muertoss, wat daarbij helpt. Wat de drie niet doorhebben, is dat Carlos ze heeft herkend. Hij licht in ruil voor $10.000,- Rondo's zoon Aquarius in over hun verblijfplaats.
Baby raakt bevriend met Carlos' hulpje Sebastian. Wanneer hij Aquarius in het dorpje ziet aankomen met een doodseskader, waarschuwt hij haar en Otis. Samen met Foxy vechten ze terug. De aantallen van het doodseskader zijn alleen zo groot, dat ze Baby en Foxy na veel wederzijds bloedvergieten gevangen kunnen nemen. Aquarius gebruikt hen om Otis te dwingen om tevoorschijn te komen. Otis gaat akkoord met een man-tegen-mangevecht met machetes tegen een van Aquarius' mannen. Dit geeft Sebastian de tijd en gelegenheid om Baby en Foxy te bevrijden. Weer met zijn drieën doden ze de laatste leden van het doodseskader. Baby krijgt de kans om Aquarius de keel door te snijden en snel te vermoorden, maar houdt zich in. In plaats daarvan leggen de drie hem vastgebonden in een doodskist en wachten ze tot ze de hoop uit zijn ogen zien verdwijnen. Daarna steekt Otis hem levend in brand.

## Rolverdeling
- Sheri Moon - Baby Firefly
- Bill Moseley - Otis B. Driftwood
- Richard Brake - Winslow Foxworth Coltrane
- Sid Haig - Captain Spaulding
- Jeff Daniel Phillips - Virgil Harper
- Kevin Jackson - Gerard James
- Tracey Leigh - Judy Harper
- Tracey Leigh - Judy Harper
- Sylvia Jefferies - Heather Starship Galen
- Emilio Rivera - Aquarius
- Pancho Moler - Sebastian
- Dee Wallace - Greta

## Achtergrond
Het personage 'Captain Spaulding' zou oorspronkelijk een groter aandeel in de film hebben. Hij is net als 'Baby Firefly' en 'Otis B. Driftwood' een van de hoofdpersonages in de twee eerdere delen en zou dat ook in 3 from Hell zijn. Vlak voor de opnames begonnen, bleek vertolker Sid Haig alleen te kampen met gezondheidsproblemen. Zombie haalde daarom Richard Brake bij de cast en introduceerde hem als nieuw personage binnen de reeks, 'Winslow Foxworth 'Foxy' Coltrane'. Zombie verruilde daarna de personages in plaats van alles te herschrijven. Veel van de scènes met Foxy waren zodoende oorspronkelijk bedoeld als scènes met Spaulding. Zombie vond het wel belangrijk dat Haig in ieder geval in de film zat. Daarom draaide hij één dag met hem. Haig overleed zes dagen nadat 3 from Hell in première ging.